# Chersotis atlanticola
Chersotis atlanticola är en fjärilsart som beskrevs av Leo Schwingenschuss 1955. Chersotis atlanticola ingår i släktet Chersotis och familjen nattflyn. Inga underarter finns listade i Catalogue of Life.